# دولاب كرانلو
دولاب كرانلو هي قرية في مقاطعة خدا أفرين، إيران. عدد سكان هذه القرية هو 181 في سنة 2006.